# Ministère de la Justice et des Droits humains
Le Ministère de la Justice et des Droits humains de l'Indonésie (en indonésien : Kementerian Hukum dan Hak Asasi, souvent abrégé en Kemenkumham) est le ministère du cabinet indonésien chargé de l'application des lois et des droits humains. Le ministre actuel est Yasonna Laoly. 

## Historique

### Évolution du nom
Le ministère de la Justice et des Droits humains a été créé le 19 août 1945 en tant que département de la Justice (en indonésien : Departemen Kehakiman). L'entité précédente à l'époque coloniale portait un nom équivalent (en néerlandais : Departemen Van Justitie). 
En 2001-2004, ce ministère était connu sous le nom de département de la Justice et de la Législation (en indonésien : Departemen Hukum dan Perundang-undangan). En 2004-2009, ce ministère devient le département de la Justice et des Droits humains (en indonésien : Departemen Hukum dan Hak Asasi Manusia). Depuis 2009, il est connu sous le nom de ministère de la Justice et des Droits humains (en indonésien : Kementerian Hukum dan Hak Asasi Manusia). 

### Responsabilités
Le département de la Justice, en 1945, était responsable des affaires judiciaires, de la prison et des avocats. Ses responsabilités ont été élargies pour inclure le Procureur général et l'Agence de topographie en 1945. Cependant, l'agence de topographie a été transférée au ministère de la Défense en 1946. La création du département des Affaires religieuses a entraîné le transfert de la Haute Cour islamique vers ce nouveau département le 3 janvier 1946. Depuis le 22 juillet 1960, le bureau du procureur général est élevé à un poste équivalent à celui d'un ministère. Ainsi, le procureur général est indépendant du ministre de la Justice depuis lors. Le transfert du Tribunal général (en indonésien : Peradilan Umum) et du tribunal administratif d'État (en indonésien : Pengadilan Tata Usaha Negara) vers la Cour suprême (en indonésien : Mahkamah Agung) commence se termine le 31 mars 1999,.   